# Tenerife Syd Lufthavn
 Ikke at forveksle med Tenerife Nord Lufthavn.
Tenerife Syd Lufthavn (IATA: TFS, ICAO: GCTS) er en international lufthavn der ligger på den sydlige del af den spanske ø Tenerife, ved de Kanariske Øer. I 2011 ankom 8.656.480 passagerer til lufthavnen og den håndterede 58.093 flybevægelser, hvilket gør den til Tenerifes travleste efter Tenerife Nord Lufthavn ved Santa Cruz i nord. Syd lufthavnen er base for de fleste rute- og charterflyvninger til øen. 

## Historie
I slutningen af 1960'erne besluttede myndighederne på Tenerife at der var brug for en ny lufthavn, da den eksisterende ikke levede op til de tekniske krav som følge af de ugunstige vejrforhold på øen.
I 1977 blev byggeriet af kontroltårnet, terminalbygningen og rullevejene afsluttet. Lufthavnen blev den 6. november 1978 åbnet af dronning Sofia af Spanien. Den første flyvning var med flyselskabet Iberia, da et McDonnell Douglas DC-9 i rute fra Lanzarote (IB187) landede kl. 10.17.